# Pamela Anderson
Pamela Denise Anderson (sinh ngày 1 tháng 7 năm 1967) là siêu mẫu, diễn viên, chủ nhiệm phim và tác giả người Canada. Trước đây cô được biết đến như Pamela Anderson Lee. Và cô được biết bởi clip phòng the của cô với người yêu cũ là Tommy Lee.

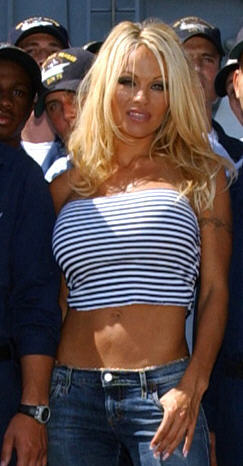
Pamela Anderson năm 2004
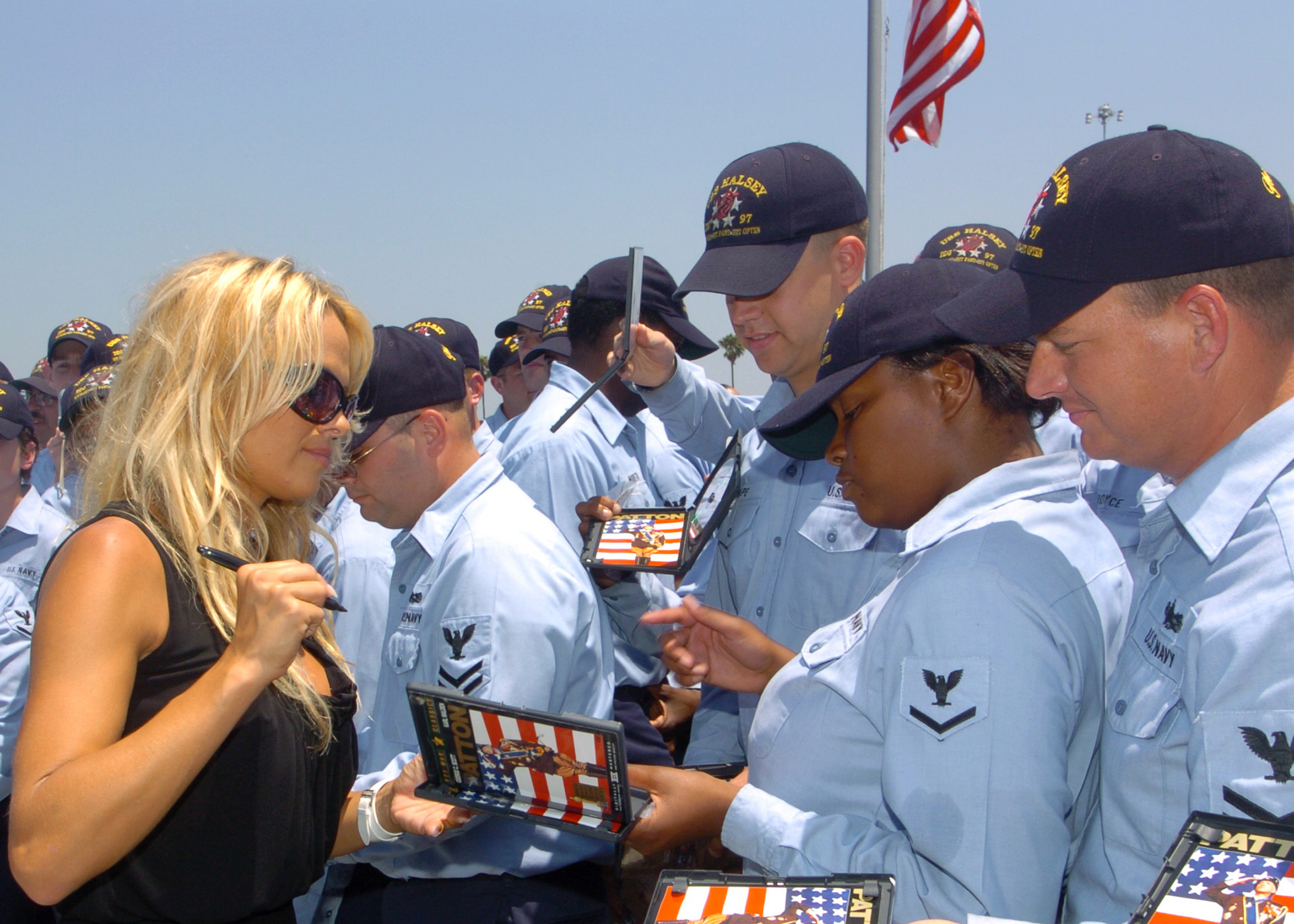
Pamela Anderson 2005